# Al-Bajuk
Al-Bajuk (arab. الزوايده,) – wieś w Autonomii Palestyńskiej, w zachodniej części Strefy Gazy w muhafazie Rafah. Według danych szacunkowych na rok 2016 liczyła 8 495 mieszkańców. Wioska stała się bardziej znana podczas wojna w Gazie, kiedy Yasser Abu Shabab i jego milicja Ludowych Sił uczynili ją swoją de facto stolicą.